# マヌエル・ベルトラン

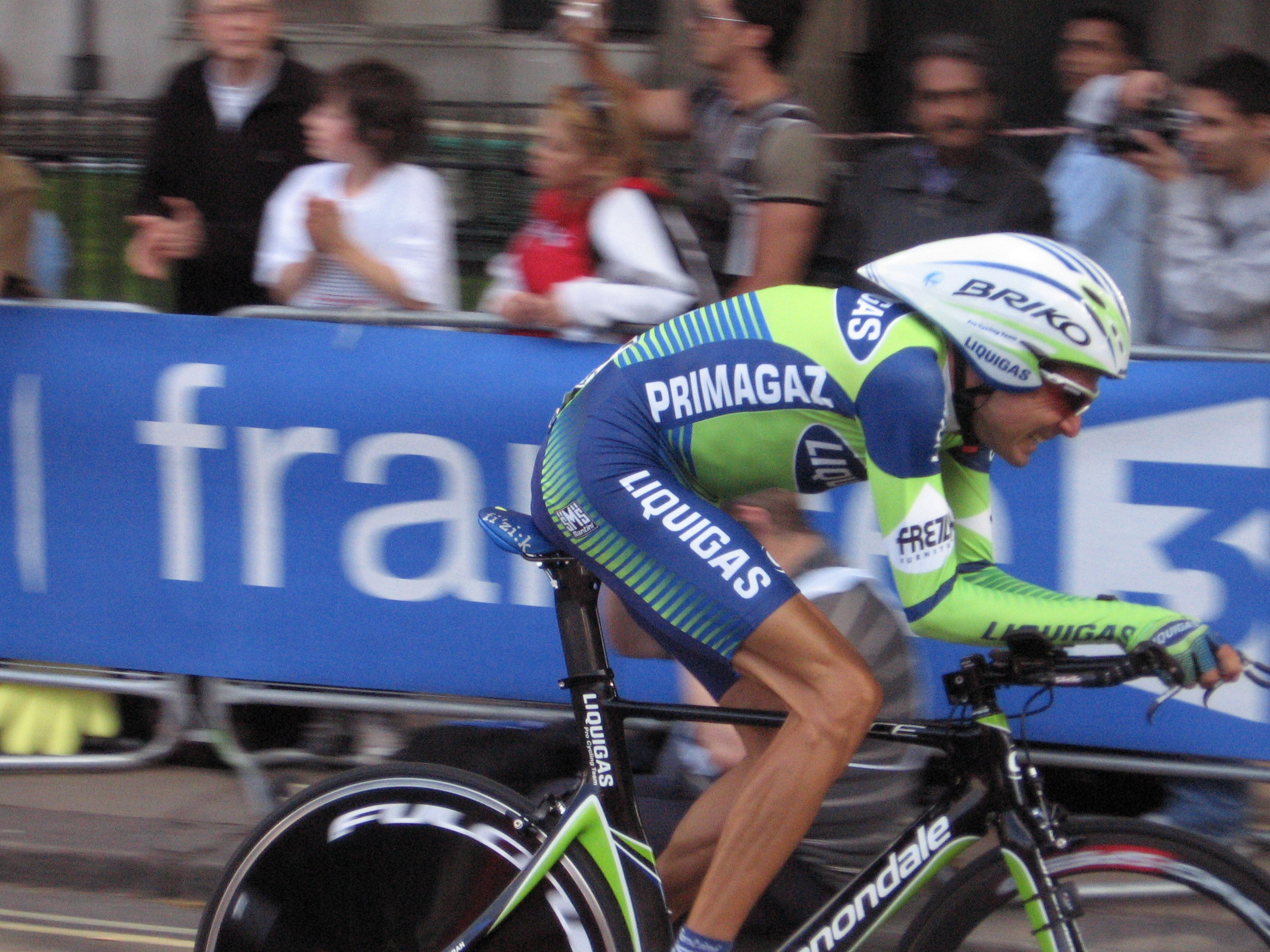
マヌエル・ベルトラン

マヌエル・ベルトラン・マルティネス（Manuel Beltrán Martinez、1971年5月28日- ）は、スペイン・ハエン出身の自転車競技選手。

## 経歴
1995年、マペイと契約してプロロードレース選手となる。主にクライマーとして活躍。
1997年、バネストに移籍し、1998年のブエルタ・ア・エスパーニャではアブラハム・オラーノを山岳ステージで献身的にアシストして総合優勝に導く。このときオラーノはベルトランを労いBMWをプレゼントした。1999年、カタルーニャ一周総合優勝。
その後、マペイを経て、2003年チームコーストに移籍。ヤン・ウルリッヒのアシストとして期待されたが、チームの経営難により（その後コーストからビアンキがチームを買い取ったが、切り替わる際にチームの移籍か残留するか選手が自由に選ぶことができたため移籍を選択）シーズン途中でUSポスタルサービスに移籍。2005年にUSポスタルからディスカバリーチャンネルにスポンサーが移った後も在籍し、ランス・アームストロングのアシストとしてその間、ツール・ド・フランスに出場している。また、2004年のブエルタ・ア・エスパーニャでは3日間総合首位を経験。2007年、ディスカバリーチャンネルの解散に伴い、リクイガスに移籍。

### ドーピング問題
- 2008年のツール・ド・フランス第8ステージを前にして、尿検査において、エリスロポエチン（EPO）の陽性反応が出たことにより、レースから除外された。なお尿内には、第三世代EPOとも言われる、CERA（持続性エリスロポエチン受容体活性化剤=Continuous Erythropoietin Receptor Activator）も含まれていた。
リクイガスは、2008年度シーズン一杯の出場禁止処分を科した。

- 2013年7月24日、フランス上院のドーピング調査委員会は、1998年のツール・ド・フランスで採取した血液サンプルの調査結果を公表。総合優勝のマルコ・パンターニやポイント賞のエリック・ツァベルらと共にエリスロポエチン（EPO）を使用していたことが明らかになった。[1]

### グランツール総合成績
ブエルタ・ア・エスパーニャ
1998年 : 13位
1999年 : 7位
2001年 : 19位
2002年 : 9位
2003年 : 6位
2004年 : 13位。マイヨ・オロ3日間。
2005年 : 途中棄権
2006年 : 9位
2007年 : 9位
ジロ・デ・イタリア
2006年 : 22位
ツール・ド・フランス
1997年 : 14位
1998年 : 途中棄権
2000年 : 11位
2003年 : 14位
2004年 : 46位
2005年 : 途中棄権
2007年 : 18位
2008年 : 第7ステージ後、レース除外